# Das Antlitz Rußlands und das Gesicht der Revolution
Das Antlitz Rußlands und das Gesicht der Revolution (bei Kösel in der Reihe der Bücher der 19 im Jahr 1961 erschienen) ist eine Autobiografie des russisch-deutschen Schriftstellers, Philosophen, Politikers und Soziologen Fedor Stepun, die er selber ins Deutsche übersetzte und die von den Jahren seiner Geburt im Jahre 1884 bis zu seiner Ausweisung im Jahr 1922 berichtet.
In den ersten Kapiteln schildert Stepun seine Jugend in der russischen Provinz. Daraufhin erzählt er von seinem Weg zu den philosophischen Zirkeln Moskaus und Sankt Petersburgs, mit besonderer Beachtung seines Wirkens als Vertreter der Symbolisten. Den ersten Höhepunkt stellen seine Schilderungen von der Februarrevolution (im Kapitel „Der Februar“) unter Kerenski dar, unter dem er auch Minister wurde. Den zweiten und sogar dramatischeren Höhepunkt findet das Werk bei der packenden Darstellung der Oktoberrevolution (im Kapitel „Der Oktober“), sowie seinem beschwerlichen Leben in der Verbannung in der Peripherie und von seiner Flucht nach Deutschland und Frankreich.